# 唐固
唐固（？—？），字子正、又字世正，丹陽人，東漢末年至三國初期東吳政治人物及學者。

## 生平
為後漢丹陽太守唐翔之子，別部司馬唐瓊之父。
被稱為儒者，與阚泽同鄉，曾為《國語》、《公羊》、《穀梁》作注。孫權拜其為议郎。黄武四年擔任尚书仆射，卒於任上。
《三國志·吳書· 闞澤傳》記載：（闞）澤州里先輩丹楊唐固亦修身積學，稱為儒者，著國語、公羊、穀梁傳注，講授常數十人。權為吳王，拜固議郎，自陸遜、張溫、駱統等皆拜之。黃武四年為尚書僕射，卒。